# Крікот 2
«Крікот 2» (пол. «Cricot 2») — польський авангардний театр, один з найважливіших світових експериментальних театрів, заснований Тадеушем Кантором та Марією Яремою, що діяв у 1955-1991 рр. у Кракові. Назва формації походить від раніше існуючого театру «Крікот»; обидві назви були анаграмою фрази «це цирк». З 1961 року театр працює в підвалах Галереї Кшиштофори.

## Історія
Театральна група складалася з професійних акторів, «непрофесійних» акторів і людей «взятих прямо з життя», роль яких, в якомусь сенсі, збігаються з їхньою роллю в житті. Діюча трупа була створена при Краківському Союзі польських художників. У «Крікоті 2» наміром було створити театр, зменшеного до адміністрації, організації та технічних засобів. Група припускала, що сцена і глядачі не розділені, але є взаємопроникаючими елементами. Кантор був автором багатьох текстів, що визначають мистецькі прагнення створеної ним групи. Одним з постулатів режисера було враховувати присутніх на виставах слухачів і ставитися до них як до повноцінних учасників заходу – не означало це, однак, руйнування дистанції між акторами та спостерігачами. Автономна логіка вистав мала на меті, між іншим, створення нового виду відносин між акторами і аудиторією.
Театр «Крікот-2» висував ідею театру, повністю сформованого як твір мистецтва, керованого власними законами і що виправдовує власне існування, на відміну від театру, що служить слугою різних жанрів, головним чином по відношенню до літератури, стає все більш бездумним відтворенням життєвих станів театру, втрачаючи безповоротно інстинкт театру, почуття свободи творіння і сили власного вираження і дії" Тадеуш Кантор, Метаморфози. Тексти з 1934-1974 рр.
Інсценізації спочатку були засновані на драмах Станіслава Віткевича, але пізніше були справжні витвори авторства Тадеуша Кантора. Режисер представив у своєму театрі своєрідний спектакль під назвою «Пластичний театр», характерною рисою якого було переважання зображення над словом, яке проявилося в різних пластичних засобах, таких як: скульптура, манекени, маріонетки, колаж, амбалаж, збірка , події, У театрі «Крікот 2» Тадеуш Кантор усунув традиційні елементи театру; суб'єкти характеризувалися рисою бідних об'єктів – взяті з реальності, що зайняло місце «художнього об'єкта», найпростіших, примітивних, старих об'єктів з яскравими ознаками зносу. Кантор використовував інші форми акторства, ніж відомі з класичного театру: посилюючи вираз вираження і жесту, не граючи в акторському процесі метаморфози, застосовуючи метафори, різкі контрасти моментів пантоміми, гротеск і вираження, постулювані в трьох томах текстів Писання.
Марія Ярема — провідна фігура авангардної думки у польському мистецтві, що заслуговує на увагу в діяльності театру «Крікот 2». Її контакт з театром Кантор називав «чистим», тому що на місці свого професіоналізму вона ставила своє відношення, сповнене спонтанності, свіжої чарівності, великої пригоди і чудової забави. У неї був різкий театральний інстинкт (який на той час вважався унікальним), вона ненавиділа техніку театру, впроваджувала в спектаклі сучасність, ліризм, зміст і вищезгадану «чистоту».
Театр «Крікот-2» виступав у Польщі та за кордоном. Найбільшу популярність і визнання він здобув з творів, які почали виставу «Вмерлий клас» з 1975 року. Ця історія про неможливість повернення до минулого є першою реалізацією канторської ідеї театру смерті.
Тадеуш Кантор у своїх текстах пояснював концепцію Cricotage: Cricotage є своєрідною діяльністю, яка випливає з досвіду театру «Крікот-2» та методу акторської гри цього театру, відкритої і такої що практикується. Вперше він назвав Cricotage як назва події 1965 року. Більшість вистав cricotage («Весілля», «Дуже короткий урок», «Тиха ніч») були створені під час зустрічей з молодими людьми театру, які вплинули на форму вистав. На «Весіллях» вони вигадали історію, в інших – стали творцями персонажів і деяких сцен. Ці виступи неодноразово демонструвалися публіці як ефект праці Тадеуша Кантора та його учнів.
Центр документації театру знаходиться в Крикотеці.

## Художня програма
Театр «Крікот-2», незважаючи на традицію формування Cricot, мав повністю визначену програму, що відокремлювала його від будь-яких класичних театральних форм. Першою прем'єрою «Cricot 2» була вистава «Mątwa» Віткевича (1956), в якій вперше з'явилися елементи, характерні для театрального стилю Кантора – техніки побудови сцен безпосередньо з німого кіно і акторів, що рухаються і грають як маріонетки. У першому спектаклі театру «Крікот 2» художник використовував зіткнення піднесеного тексту і предметів, знайдених з примітивною обстановкою аудиторії кафе.
У другому спектаклі «Крікот-2» – «Цирк», заснованому на драмі художника і учасника ансамблю Казимира Мікульського, можна було знайти ще один впізнаваний елемент Канторських видовищ – амбалаж, в даному випадку чорні поліетиленові пакети, які він використовував для того, щоб загорнути акторів. Амбалаж мав позбавити акторів і предметів належної їм форми, зробити з них недиференційовану речовину. Наступним кроком з амбалажу був перехід до тендеру інформел (1960-1962) – автоматичного театру, що підлягає випадковому переміщенню матерії.
На ранній стадії «Крікот-2», Кантор часто досягав робіт Віткевича. Персонажі та сюжет драми Віткевича були для нього скоріше приводом для того, щоб показати ідею мистецтва, визначену художником у маніфестах: «У маленькій садибі» (1961) театр інформел; «Божевільний і черниця» (1963) – нульовий театр (без дії); У свою чергу, «Водяна курка» належала театру геппенінгу, а в «Надобнисі і качкодани» (1973) – неможливий театр (в кінцевому рахунку протиставляючи ілюзії. Актори у виставі «У маленькій садибі» (1961) були представлені однаково на рівні з неживими об'єктами, вони були повністю позбавлені індивідуальності.
У листопаді 1975 року відбулася прем'єра виступу класу «Вмерлого класу», що відбулася в Краківській галереї Krzysztofory. Вона розпочала давній, тріумфальний тур театру «Крікот-2» по всьому світу. У багатьох країнах п'єса була зіграна понад тисячу п'ятсот разів, в 1976 році американська газета «Newsweek» була сприйнята як краща театральна вистава в світі.
У Флоренції 23 червня 1980 року відбулася прем'єра п'єси «Велополе, Велополе». Смерть є повсюдною в цьому виконанні. Місцем дії є «Зал уяви», в якому зображення сімейного життя, воєнні спогади та сцени, що стосуються пристрасті Христа, накладаються один на одного.
Вистава «Хай згинуть артисти» (1985) починає серію театральних роздумів Кантора про власні досягнення. Назва була пов'язана з анекдотом, який часто розповідав Кантор: сусіди паризької галереї не хотіли погоджуватися на його реконструкцію. Один з сусідів кричав: «Хай згинуть артисти!». Вистава отримала підзаголовок «Rewia». У ній переплуталися спогади про дитинство, картини минулого, сцени вмирання, похоронів і згадок про Віта Ствоша.
«Я сюди більше не повернусь» (1988) – колаж сцен, персонажів і реквізитів, які використовуються в театрі Кантора. Спектри від попередніх виступів знаходяться на сцені. Вони штовхають і коментують присутність того, хто колись називав їх на стадію життя.
Прем'єра останньої вистави «Нині мої уродини» у театрі «Крікот-2» відбулася у січні 1991 року, в Тулузі, після смерті Кантора 8 грудня 1990 року. Режисер мав зіграти роль Власника Бідної кімнати уяви, який святкує свій сімдесят п'ятий день народження. Після смерті Кантора театр «Крікот-2»  припинив свою діяльність.

## Акторський склад
- Тадеуш Кантор
- Марією Станґрет-Кантор
- Марія Ярема
- Andrzej Wełmiński
- Maria Górecka
- Roman Siwulak
- Czesław Łodyński
- Lila Krasicka
- Jan Książek
- Zbigniew Gostomski
- Krzysztof Miklaszewski
- Stanisław Rychlicki
- Jadwiga Marso
- Jerzy Nowak (aktor)|Jerzy Nowak
- Marian Słojkowski
- Maria Ciesielska
- Stanisław Gronkowski
- Wanda Kruszewska
- Andrzej Pawłowski (reżyser)|Andrzej Pawłowski
- Stanisława Górniak
- Barbara Schmidt
- Krzysztof Pankiewicz
- Jan Güntner
- Anna Szymańska
- Barbara Kober
- Mira Rychlicka
- Zofia Kalińska
- Maria Zającówna
- Zbigniew Bednarczyk
- Tadeusz Kwinta
- bliźniacy Lesław i Wacław Janiccy
- Jacek Stokłosa
- Adam Marszalik
- Wiesław Borowski
- Bogdan Grzybowicz
- kelnerzy: Balewicz, Nagórski i Kula[2].

## Вистави
- 1956 — «Каракатиця» (пол. «Mątwa»)
- 1957 — «Цирк» (пол. «Cyrk»)
- 1961 — «Заміський будинок» (пол. «W małym dworku»)
- 1963 — «Божевільний і черниця» (пол. «Wariat i zakonnica»)
- 1965 — «Водяна курка» (пол. «Kurka wodna»)
- 1973 — «Вишукані форми та волохаті мавпи, або Зелена таблетка» (пол. «Nadobnisie i koczkodany»)
- 1975 — «Вмерлий клас» (пол. «Umarła klasa»)
- 1980 — «Вельополе, Вельополе» (пол. «Wielopole, Wielopole»)
- 1985 — «Хай згинуть артисти» (пол. «Niech sczezną artyści»)
- 1987 — «Macchina dell'amore e della morte»
- 1988 — «Я сюди більше не повернусь» (пол. «Nigdy tu już nie powrócę»)
- 1990 — «Нині мої уродини» (пол. «Dziś są moje urodziny»)